# Α-ネオアガロ-オリゴ糖ヒドロラーゼ
α-ネオアガロ-オリゴ糖ヒドロラーゼ(Alpha-neoagaro-oligosaccharide hydrolase、EC 3.2.1.159)は、系統名をα-ネオアガロ-オリゴ糖 3-グリコヒドロラーゼ(alpha-neoagaro-oligosaccharide 3-glycohydrolase)という酵素である。以下の化学反応を触媒する。
6量体以下のネオアガロオリゴ糖の(1->3)-α-L-ガラクトシド結合を加水分解し、3,6-無水-L-ガラクトースとD-ガラクトースを生成する。
ネオアガロ-ヘキサオースを基質として用いると、非還元末端で切断され、3,6-無水-L-ガラクトースとアガロペンタオースが生成し、これはさらにアガロビオースとアガロトリオースに分解される。